# 艾瑞克·安德烈
艾瑞克·山繆·安德烈（英語：Eric Samuel Andre，1983年4月4日—）是一名美國男演員、喜劇演員、電視主持人、編劇和製片人。2012年起，他在Adult Swim電視脫口秀節目《艾瑞克·安德烈秀》擔任創作者、主持人和編劇團成員。他還在FXX電視劇《男追女》（2015年至2017年）中飾演麥克（Mike），以及在《獅子王》（2019年）中為阿齊茲（Azizi）配音。安德烈在音樂界以Blarf名義演奏音樂。

## 個人生活
安德烈自2016年到2017年間與女演員蘿莎瑞·道森交往。
安德烈是無神論者。他在2020年美國總統選舉支持民主黨候選人伯尼·桑德斯。

## 外部連結
- 官方网站
- 艾瑞克·安德烈在互联网电影资料库（IMDb）上的資料（英文）
- BLARF Stones Throw Records （页面存档备份，存于）